# Park Sang-in
Park Sang-in ((박상인?, 朴商寅?); Changnyeong, 16 novembre 1952) è un allenatore di calcio ed ex calciatore sudcoreano, di ruolo centrocampista.